# Рогачиха (Воронезька область)
Рогачиха (рос. Рогачиха) — хутір у Семилуцькому районі Воронезької області Російської Федерації.
Населення становить 6 осіб (2010). Входить до складу муніципального утворення Староведугське сільське поселення.

## Історія
Населений пункт розташований у історичному регіоні Чорнозем'я. Від 1925 року належить до Семилуцького району, спочатку в складі Центрально-Чорноземної області, а від 1934 року — Воронезької області.
Згідно із законом від 15 жовтня 2004 року входить до складу муніципального утворення Староведугське сільське поселення.

## Населення
| 2010 |
| ---- |
| 6    |